# The Conversation
The Conversation – ósmy album zespołu Texas. Został wydany 20 maja 2013 roku. Znalazł się na 4 miejscu oficjalnej listy UK Albums Chart w Wielkiej Brytanii gdzie spędził siedemnaście tygodni. 20 października 2020 uzyskał status złotej przyznany przez British Phonographic Industry za sprzedaż ponad 100.000 egzemplarzy. Utwory zostały napisane głównie przez Sharleen Spiteri i Johnny’ego McElhone’a oraz Richard Hawleya i Bernard Butlera jako współpracownikami. "The Conversation" to pierwszy studyjny album grupy z nowym materiałem od czasu "Red Book" w 2005 roku. Tytułowy utwór "The Conversation" został wydany jako pierwszy singiel z albumu w kwietniu 2013 r., a następnie "Detroit City".
Ich trzeci singiel z albumu "Dry Your Eyes" został wydany w listopadzie 2013 roku.

## Lista utworów
| Nr  | Tytuł utworu               | Autorzy                                      | Długość |
| --- | -------------------------- | -------------------------------------------- | ------- |
| 1.  | „The Conversation”         | Spiteri / McElhone / Overton / Ghost / Dench | 2:44    |
| 2.  | „Dry Your Eyes”            | Spiteri / McElhone / Hawley                  | 6:37    |
| 3.  | „If This isn’t Real”       | Spiteri / McElhone / Overton / Jack McElhone | 5:11    |
| 4.  | „Detroit City”             | Spiteri / McElhone / Overton / Hodgens       | 6:55    |
| 5.  | „I Will Always”            | Spiteri / McElhone / Hawley                  | 4:04    |
| 6.  | „Talk About Love”          | Spiteri / McElhone / Hawley                  | 4:24    |
| 7.  | „Hid From the Light”       | Spiteri / McElhone / Hawley                  | 6:36    |
| 8.  | „Be True”                  | Spiteri / McElhone / Hawley                  | 8:55    |
| 9.  | „Maybe I”                  | Spiteri / McElhone / Hawley                  | 2:38    |
| 10. | „Hearts Are Made to Stray” | Spiteri / McElhone / Overton                 | 2:45    |
| 11. | „Big World”                | Spiteri / McElhone / Butler / Overton        | 3:21    |
| 12. | „I Need Time”              | Spiteri / McElhone / Hawley                  | 3:20    |

## Lista utworów (inne wersje)

### iTunes
| Nr  | Tytuł utworu               | Autorzy                                      | Długość |
| --- | -------------------------- | -------------------------------------------- | ------- |
| 1.  | „The Conversation”         | Spiteri / McElhone / Overton / Ghost / Dench | 2:44    |
| 2.  | „Dry Your Eyes”            | Spiteri / McElhone / Hawley                  | 6:37    |
| 3.  | „If This isn’t Real”       | Spiteri / McElhone / Overton / Jack McElhone | 5:11    |
| 4.  | „Detroit City”             | Spiteri / McElhone / Overton / Hodgens       | 6:55    |
| 5.  | „I Will Always”            | Spiteri / McElhone / Hawley                  | 4:04    |
| 6.  | „Talk About Love”          | Spiteri / McElhone / Hawley                  | 4:24    |
| 7.  | „Hid From the Light”       | Spiteri / McElhone / Hawley                  | 6:36    |
| 8.  | „Be True”                  | Spiteri / McElhone / Hawley                  | 8:55    |
| 9.  | „Maybe I”                  | Spiteri / McElhone / Hawley                  | 2:38    |
| 10. | „Hearts Are Made to Stray” | Spiteri / McElhone / Overton                 | 2:45    |
| 11. | „Big World”                | Spiteri / McElhone / Butler / Overton        | 3:21    |
| 12. | „I Need Time”              | Spiteri / McElhone / Hawley                  | 3:20    |
| 13. | „Where Do You Go”          |                                              | 3:43    |

### Deluxe
| CD 1 | CD 1                       | CD 1                                         | CD 1    |
| Nr   | Tytuł utworu               | Autorzy                                      | Długość |
| ---- | -------------------------- | -------------------------------------------- | ------- |
| 1.   | „The Conversation”         | Spiteri / McElhone / Overton / Ghost / Dench | 2:44    |
| 2.   | „Dry Your Eyes”            | Spiteri / McElhone / Hawley                  | 6:37    |
| 3.   | „If This isn’t Real”       | Spiteri / McElhone / Overton / Jack McElhone | 5:11    |
| 4.   | „Detroit City”             | Spiteri / McElhone / Overton / Hodgens       | 6:55    |
| 5.   | „I Will Always”            | Spiteri / McElhone / Hawley                  | 4:04    |
| 6.   | „Talk About Love”          | Spiteri / McElhone / Hawley                  | 4:24    |
| 7.   | „Hid From the Light”       | Spiteri / McElhone / Hawley                  | 6:36    |
| 8.   | „Be True”                  | Spiteri / McElhone / Hawley                  | 8:55    |
| 9.   | „Maybe I”                  | Spiteri / McElhone / Hawley                  | 2:38    |
| 10.  | „Hearts Are Made to Stray” | Spiteri / McElhone / Overton                 | 2:45    |
| 11.  | „Big World”                | Spiteri / McElhone / Butler / Overton        | 3:21    |
| 12.  | „I Need Time”              | Spiteri / McElhone / Hawley                  | 3:20    |

| CD 2 – Live in Scotland | CD 2 – Live in Scotland | CD 2 – Live in Scotland |
| Nr                      | Tytuł utworu            | Długość                 |
| ----------------------- | ----------------------- | ----------------------- |
| 1.                      | „I Don’t Want a Lover”  | 5:33                    |
| 2.                      | „Summer Son”            | 4:09                    |
| 3.                      | „Halo”                  | 3:53                    |
| 4.                      | „In Demand”             | 4:22                    |
| 5.                      | „The Conversation”      | 3:06                    |
| 6.                      | „When We Are Together”  | 3:55                    |
| 7.                      | „In Our Lifetime”       | 4:06                    |
| 8.                      | „Say What You Want”     | 3:45                    |
| 9.                      | „Black Eyed Boy”        | 4:03                    |
| 10.                     | „Inner Smile”           | 4:22                    |

Nagrano na Belladrum Tartan Heart Festival, Szkocja, 2011

## Miejsca na listach przebojów
| Lista                             | Pozycja |
| --------------------------------- | ------- |
| UK (Official Charts Company)      | 4       |
| Francja (SNEP)                    | 8       |
| Niemcy (Offizielle Top 100)       | 38      |
| Holandia (Album Top 100)          | 46      |
| Szwecja (Sverigetopplistan)       | 51      |
| Szwajcaria (Schweizer Hitparade)  | 7       |
| Belgia (Ultratop 50 Albums)       | 5       |
| Norwegia (VG–lista Topp 40 Album) | 27      |
| Hiszpania (Promusicae)            | 21      |

## Teledyski
| Tytuł            | Reżyser |
| ---------------- | ------- |
| The Conversation |         |
| Detroit City     |         |
| Dry Your Eyes    |         |

## Twórcy
Źródło

### Skład podstawowy
- Sharleen Spiteri – śpiew, gitara, instrumenty klawiszowe, chórki
- Johnny McElhone – bass, gitara, instrumenty klawiszowe
- Ally McErlaine – gitara
- Eddie Campbell – instrumenty klawiszowe, pianino
- Tony McGovern – gitara, chórki

### Gościnnie
- Ross McFarlane – perkusja
- Little Barrie Cadogan – gitara
- Jack McElhone – gitara, instrumenty klawiszowe
- Ross Hamilton – gitara
- Michael Bannister – instrumenty klawiszowe
- Ean Burton – bass
- Fiona Johnson – skrzypce
- Sally Herbert – skrzypce (utwór 11)
- Karen Overton – chórki
- Bernard Butler – gitara, pianino (utwór 11)
- Maka Sakamoto – perkusja (utwór 11)

### Personel
- Realizacja nagrań – Fred West, Michael Bannister, Bernard Butler (utwór 11)
- Manager muzyczny – GR Management
- Miks – Jason Cox
- Miks (Asystent) – Tom Stanley
- Programming – Texas
- Programming (dodatkowo) – Tom Stanley
- Producent – Johnny McElhone, Bernard Butler (utwór 11)
- Zdjęcia – Mary McCartney, Ally McErlaine
- Okładka – Aboud Creative